# Sobralia
Genre
Classification phylogénétique
Synonymes
- Cyathoglottis Poepp. & Endl.
- Fregea Rchb.f.
- Lindsayella Ames & C.Schweinf.

Sobralia est un genre composé de 125 espèces d'orchidées (Orchidaceae), faisant partie, selon les classifications, soit de la tribu des Sobralieae, soit de la sous-tribu des Sobraliinae (cette dernière regroupant le genre Elleanthus).
Ces orchidées dénommées les sobralies sont natives du Mexique, d'Amérique centrale, et d'Amérique du Sud. Elles sont principalement terrestres, mais peuvent aussi affecter un comportement épiphyte, dans les forêts humides.
Le genre fut dédié à un botaniste espagnol, le Dr. Francisco Sobral, ainsi abrégé Sob dans les publications.
Ces orchidées néotropicales se caractérisent par de longues tiges grêles et érigées, leur donnant un aspect gramonoïde. Les fleurs sont de très courte durée, généralement éphémères, de couleur blanc à rose avec un centre jaune se succédant à l'extrémité des tiges (donc terminales).

## Liste des espèces
- Sobralia allenii L.O.Williams 1942.
- Sobralia altissima D.E.Benn. & Christenson 1999.
- Sobralia amabilis Rchb.f. L.O.Williams 1946.
- Sobralia anceps Schltr. 1924.
- Sobralia antioquiensis Schltr. 1920.
- Sobralia atropubescens Ames & C.Schweinf. 1930
- Sobralia augusta Hoehne. 1944
- Sobralia aurantiaca Linden & Rchb.f. 1854
- Sobralia biflora Ruiz & Pav. 1798.
- Sobralia bimaculata Garay 1975
- Sobralia bletiae Rchb.f. 1852.
- Sobralia boliviensis Schltr. 1913.
- Sobralia buchtienii Schltr. 1929.
- Sobralia calliantha D.E.Benn. & Christenson. 2001
- Sobralia caloglossa Schltr. 1929
- Sobralia candida Poepp. & Endl. Rchb.f. 1853
- Sobralia carazoi Lank. & Ames 1924.
- Sobralia cataractarum Hoehne 1910
- Sobralia cattleya Rchb.f. 1877.
- Sobralia chatoensis A.H.Heller & A.D.Hawkes 1966.
- Sobralia chrysantha Lindl. 1854.
- Sobralia chrysoleuca Rchb.f. 1873.
- Sobralia chrysostoma Dressler 2001
- Sobralia ciliata C.Presl C.Schweinf. ex Foldats 1969
- Sobralia crispissima Dressler 2002.
- Sobralia crocea Poepp. & Endl. Rchb.f. 1853
- Sobralia decora Bateman 1842
- Sobralia densifoliata Schltr. 1920.
- Sobralia dichotoma Ruiz & Pav. 1798
- Sobralia dissimilis Dressler 1995.
- Sobralia dorbignyana Rchb.f. 1873.
- Sobralia doremiliae Dressler 1995.
- Sobralia ecuadorana Dodson 1998 :
- Sobralia exilis Schltr. 1920.
- Sobralia fimbriata Poepp. & Endl. 1836
- Sobralia fragrans Lindl. 1853
- Sobralia fruticetorum Schltr. 1913.
- Sobralia galeottiana A.Rich. 1845
- Sobralia gentryi Dodson 1998.
- Sobralia gloriana Dressler 2002.
- Sobralia gloriosa Rchb.f. 1873.
- Sobralia granitica G.A.Romero & Carnevali 2000.
- Sobralia hagsateri Dodson 1998.
- Sobralia hawkesii A.H.Heller 1966.
- Sobralia helleri A.D.Hawkes 1966.
- Sobralia herzogii Schltr. 1913
- Sobralia hirta D.E.Benn. & Christenson. 2001
- Sobralia hirtzii Dodson 2004
- Sobralia hoppii Schltr. 1924
- Sobralia infundibuligera Garay & Dunst. 1965
- Sobralia × intermedia P.H.Allen 1958.
- Sobralia kermesina Garay 1956.
- Sobralia kerryae Dressler 1998.
- Sobralia klotzscheana Rchb.f. 1850
- Sobralia labiata Warsz. & Rchb.f. 1852.
- Sobralia lancea Garay 1958
- Sobralia leucoxantha Rchb.f. 1866
- Sobralia liliastrum Lindl. 1833
- Sobralia lindleyana Rchb.f. 1852.
- Sobralia lowii Rolfe 1890.
- Sobralia luerorum Dodson 1998.
- Sobralia luteola Rolfe 1898.
- Sobralia macdougallii Soto Arenas Pérez-García & Salazar 2002
- Sobralia macra Schltr. 1923.
- Sobralia macrantha Lindl. 1838
  - Sobralia macrantha var. kienastiana Rchb.f. 1888.
  - Sobralia macrantha var. macrantha
- Sobralia macrophylla Rchb.f. 1852
- Sobralia madisonii Dodson 1980.
- Sobralia maduroi Dressler 2004
- Sobralia malmiana Pabst 1979.
- Sobralia malmquistiana Schltr. 1911.
- Sobralia margaritae Pabst 1977.
- Sobralia mariannae Dressler 2002.
- Sobralia mucronata Ames & C.Schweinf. 1925.
- Sobralia mutisii P.Ortiz 2004.
- Sobralia neudeckeri Dodson 1998.
- Sobralia nutans Dressler 2002.
- Sobralia odorata Schltr. 1924.
- Sobralia oliva-estevae Carnevali & I.Ramírez 1990.
- Sobralia oroana Dodson 1998.
- Sobralia paludosa Linden 1851.
- Sobralia paradisiaca Rchb.f. 1850.
- Sobralia pardalina Garay 1978.
- Sobralia parviflora L.O.Williams 1938.
- Sobralia persimilis Garay 1978.
- Sobralia pfavii Schltr. 1923.
- Sobralia piedadiae Dodson 1998.
- Sobralia portillae Christenson 2003.
- Sobralia powellii Schltr. 1922
- Sobralia pulcherrima Garay 1978
- Sobralia pumila Rolfe 1893
- Sobralia purpurea Dressler 2000.
- Sobralia quinata Dressler 2003.
- Sobralia rigidissima Linden ex Rchb.f. 1854.
- Sobralia roezlii Rchb.f. 1873
- Sobralia rolfeana Schltr. 1922.
- Sobralia rondonii Hoehne 1910.
- Sobralia rosea Poepp. & Endl. 1836
- Sobralia roseoalba Rchb.f. 1866.
- Sobralia ruckeri Linden & Rchb.f. 1854.
- Sobralia ruparupaensis D.E.Benn. & Christenson: 2001.
- Sobralia rupicola Kraenzl. 1908.
- Sobralia sancti-josephi Kraenzl. 1928.
- Sobralia sanfelicis Dressler 2004
- Sobralia schultzei Schltr. 1924.
- Sobralia scopulorum Rchb.f. 1873.
- Sobralia semperflorens Kraenzl. 1915.
- Sobralia setigera Poepp. & Endl. 1836.
- Sobralia sobralioides Kraenzl. Garay 1978.
- Sobralia speciosa C.Schweinf. 1961.
- Sobralia splendida Schltr. 1920.
- Sobralia stenophylla Lindl. 1854
- Sobralia stevensonii Dodson 1998.
- Sobralia tamboana Dodson 1998.
- Sobralia turkeliae Christenson 2002.
- Sobralia undatocarinata C.Schweinf. 1938.
- Sobralia uribei P.Ortiz 1994.
- Sobralia valida Rolfe 1909.
- Sobralia violacea Linden ex Lindl. 1846
- Sobralia virginalis Peeters & Cogn. 1899
- Sobralia warszewiczii Rchb.f. 1852.
- Sobralia weberbaueriana Kraenzl. 1905.
- Sobralia wilsoniana Rolfe 1890.
- Sobralia withneri D.E.Benn. & Christenson: 2001
- Sobralia xantholeuca B.S.Williams 1885
- Sobralia yauaperyensis Barb. Rodr. 1891

## Galerie d'images

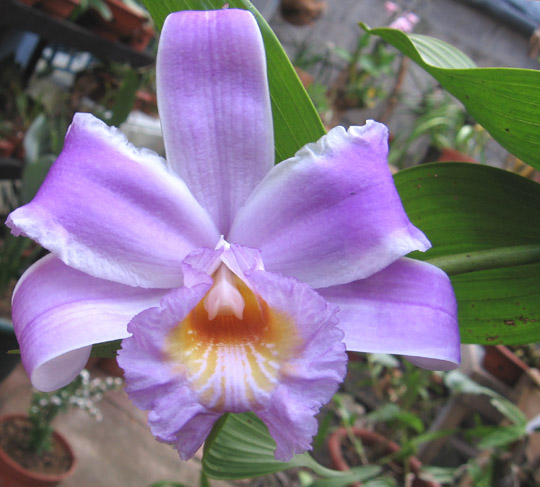
Sobralia decora
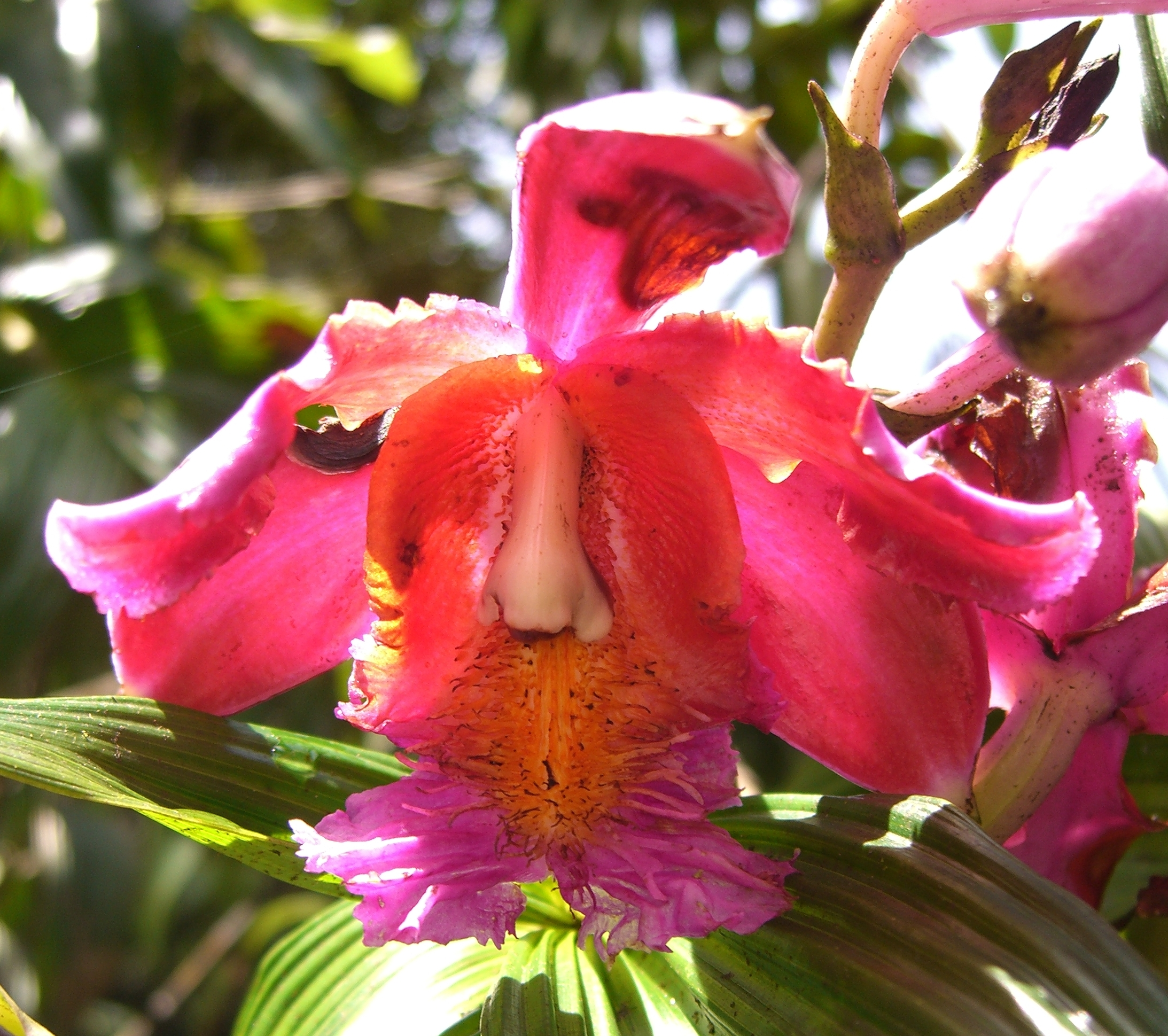
Sobralia dichotoma
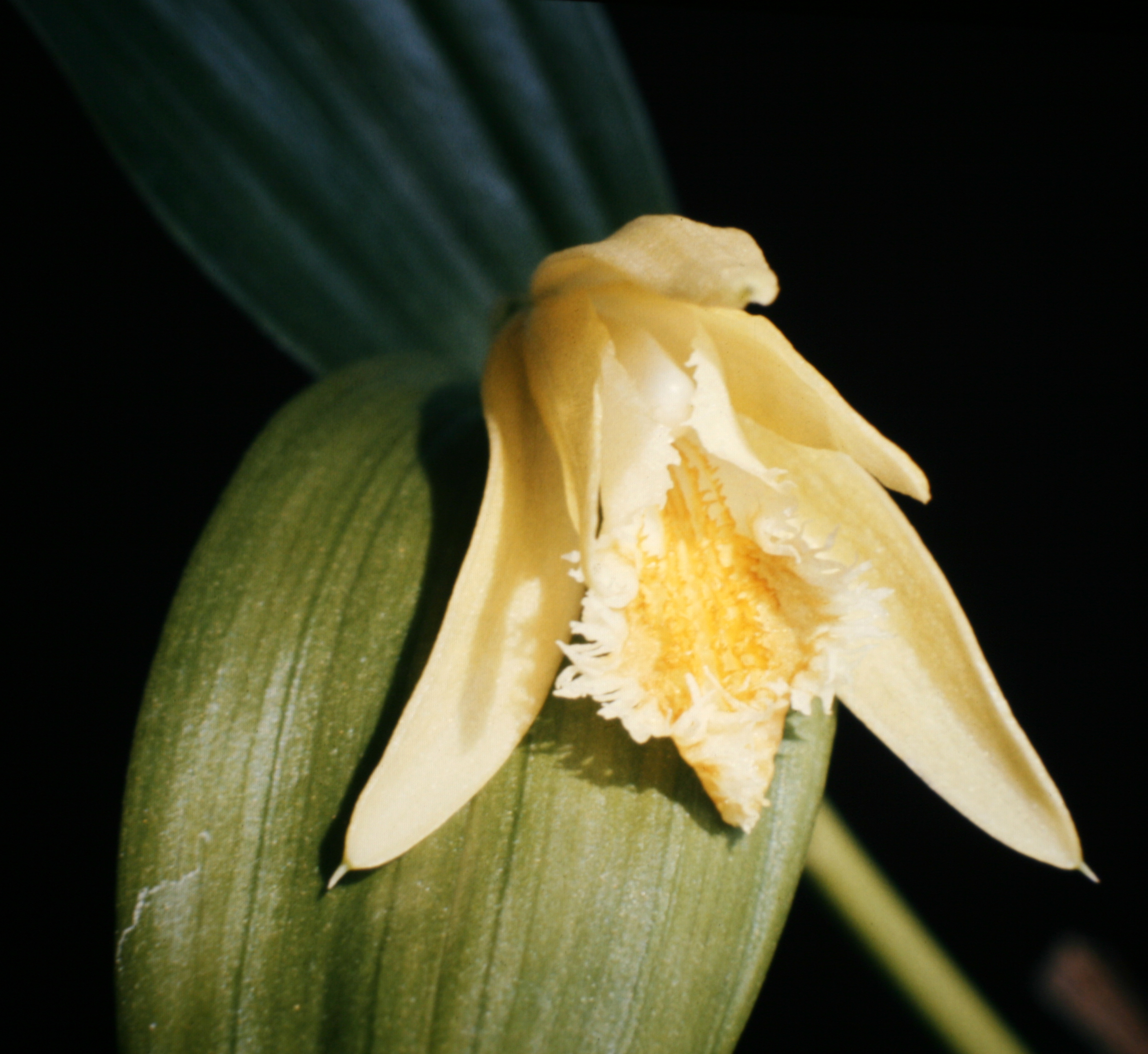
Sobralia fragrans
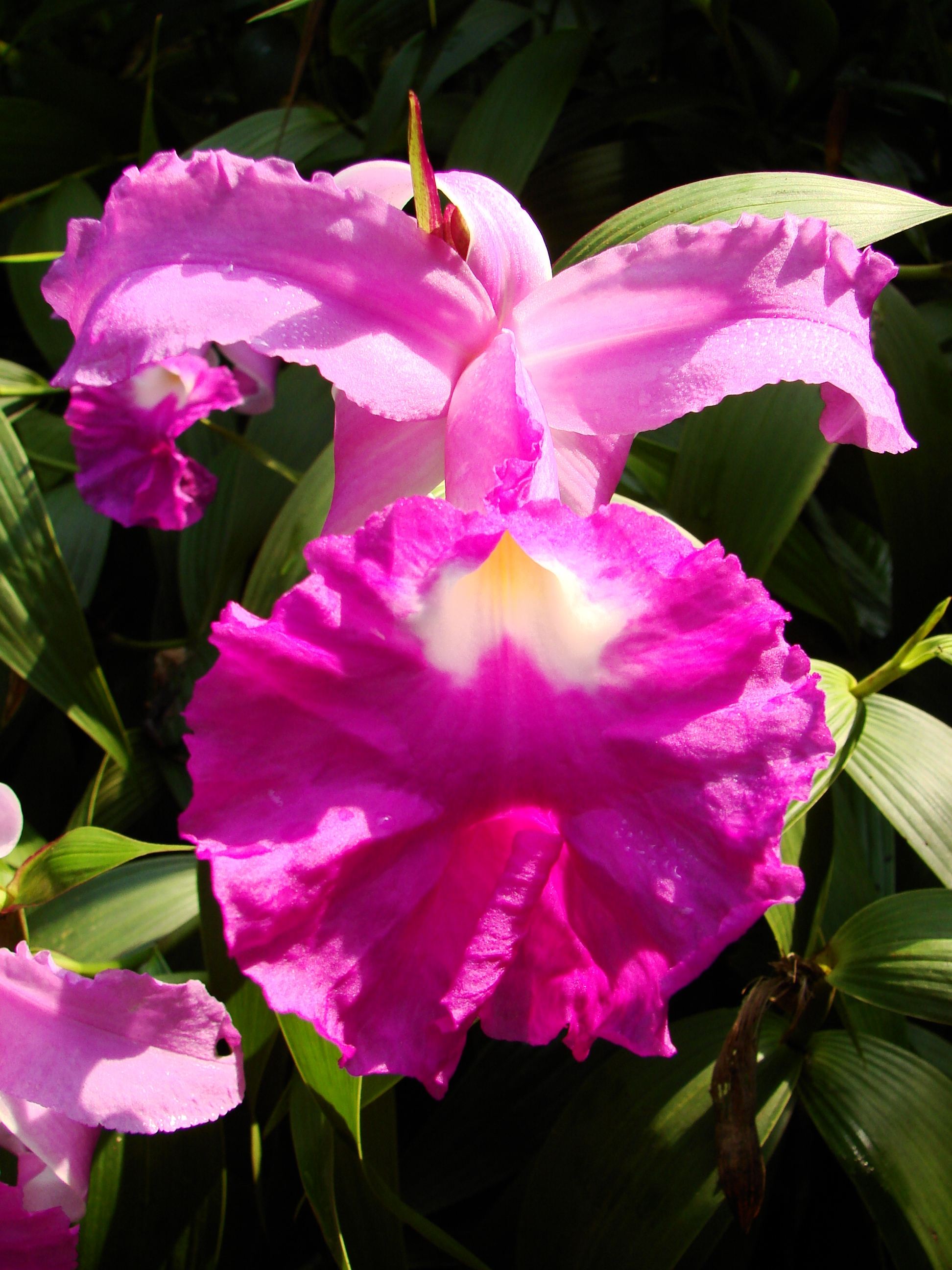
Sobralia macrantha
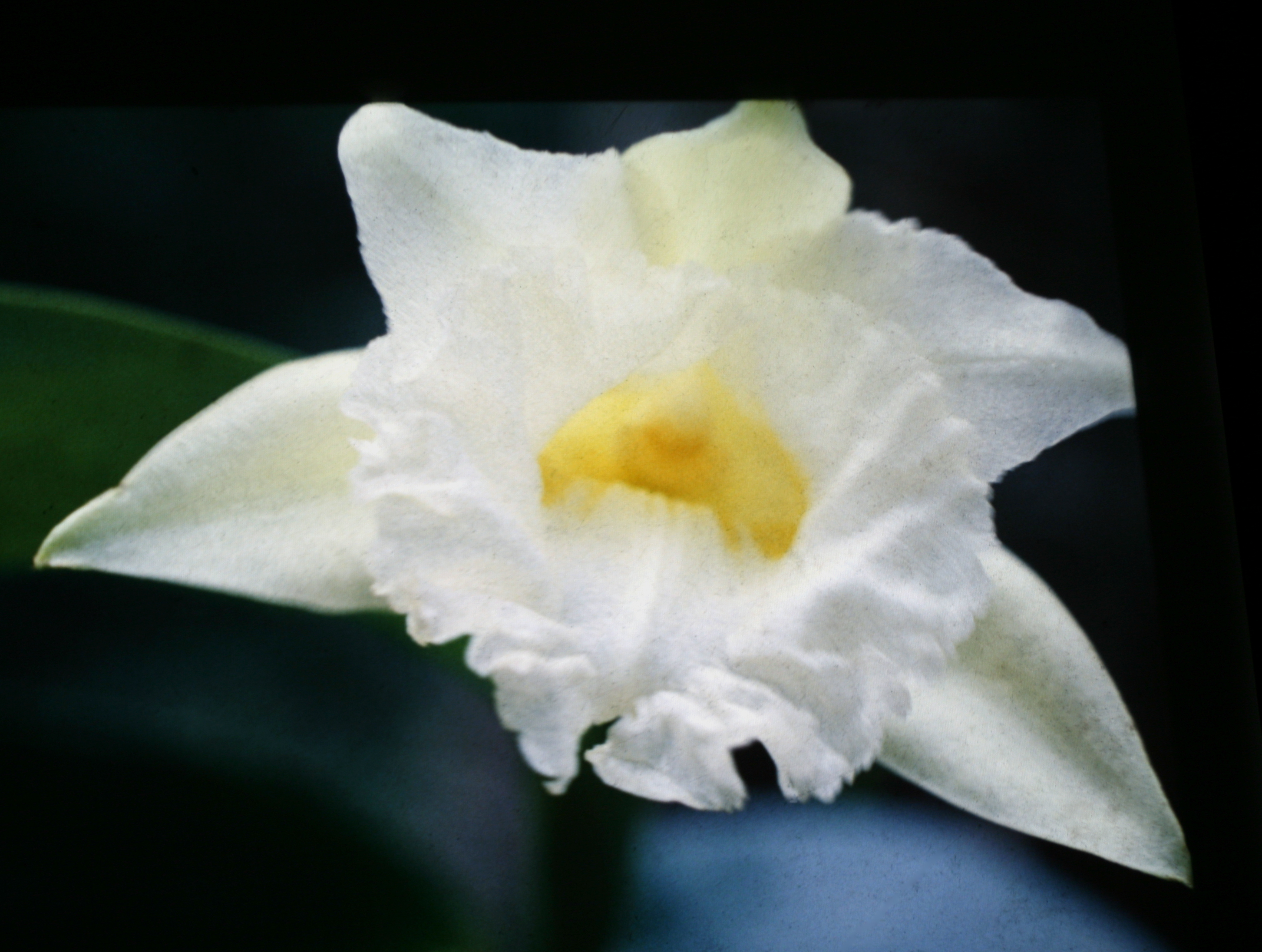
Sobralia macrophylla
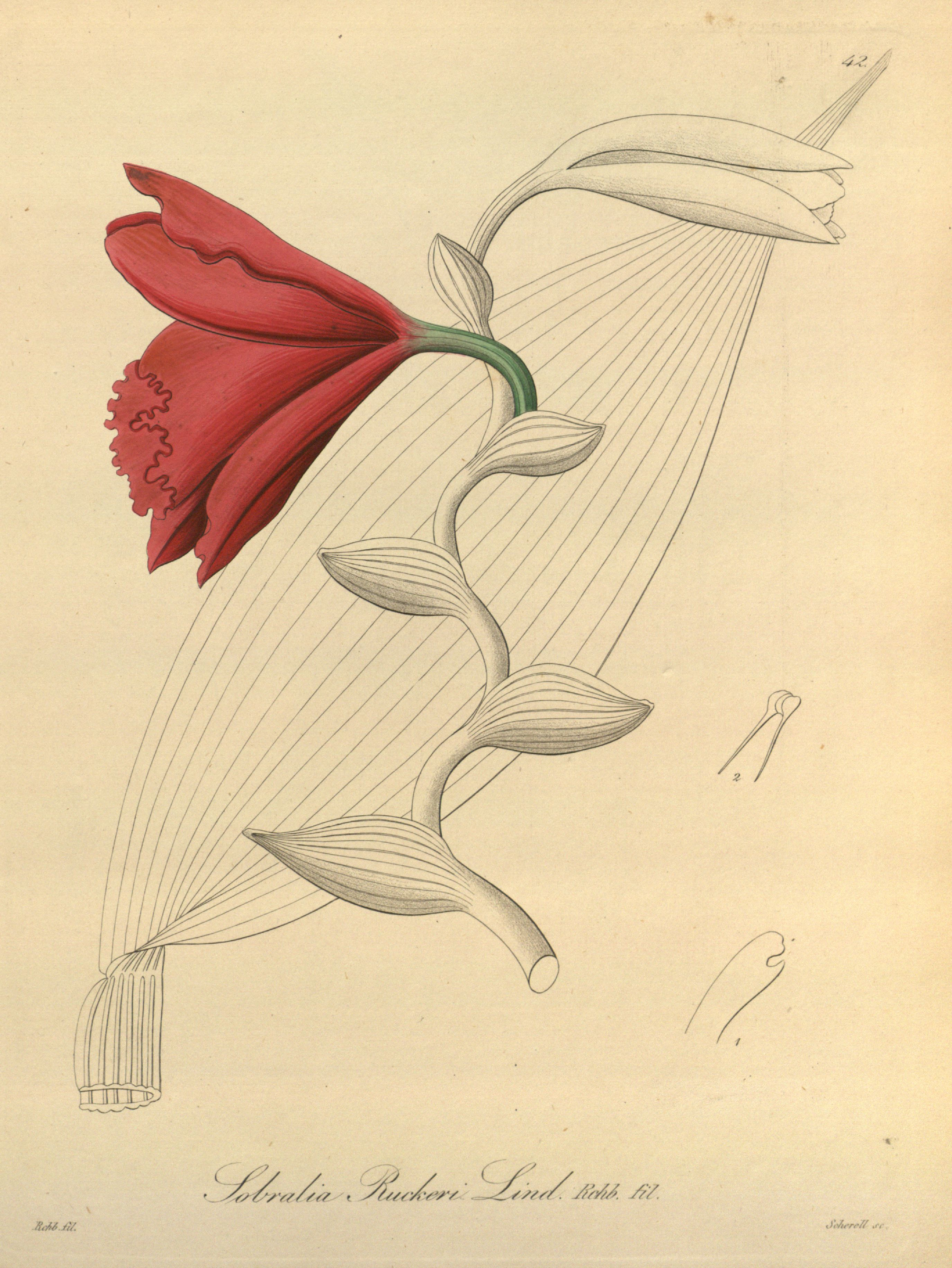
Sobralia ruckeri